# 木下友三郎
木下 友三郎（きのした ともさぶろう、1864年9月8日（元治元年8月8日） - 1944年（昭和19年）11月22日）は、日本の司法官、教育者。

## 経歴

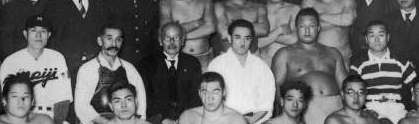
明治大学体育会幹部との記念撮影。左から谷沢梅雄野球部監督、中山博道剣道部師範、木下友三郎、三船久蔵柔道部師範、双葉山相撲部師範、北島忠治ラグビー部監督（1938年）

1864年(元治元年)、木下誉一郎の三男として紀伊国日高郡御坊町で生まれた。財部村好浄寺住職湯川知城の後凋学舎で漢学を修めた。1880年（明治13年）9月、司法省法学校に入学。同期に横田秀雄（のちの大審院長）や水町袈裟六（のちの日銀副総裁）がいた。司法省法学校の廃校後は東京法学校を経て帝国大学法科大学（仏法科）に編入。1888年（明治21年）7月に卒業して司法部に入り、東京控訴院判事、行政裁判所部長などを歴任した。1913年（大正2年）6月休職となる。
判事職のかたわら多くの私立法律学校（日本法律学校、専修学校、中でも、慶應義塾大学部、法政大学など)に出講して後進の育成につとめた。最も関係の深かったのは明治法律学校（のちの明治大学）で、1912年（明治45年）には岸本辰雄校長の死後、その後任の校長となり、1920年（大正9年）には大学令による初代明治大学学長になった。さらに1934年（昭和9年）3月-9月、1938年（昭和13年）8月-1939年（昭和14年）6月の2度にわたって明治大学総長となった。1944年（昭和19年）11月22日、胃癌のため渋谷区千駄ヶ谷の自宅で死去。
その人柄は「典型的な明治文明人」（春日井薫）と評された。

## 栄典
- 1940年（昭和15年）11月10日 - 勲二等瑞宝章[13]

## 家族・親族
- 息子：木下孝則は画家[3]。
- 息子：木下義謙も画家[3]。

## 著作

### 著書
- 『財産取得編講義』1892年
- 『行政新論講義』和仏法律学校出版部、1897年
- 『行政法講義』明治法律学校講法会、1901年
- 『行政法講義各論』明治大学出版部、1904年

### 寄稿
- 『臺灣人並內地人に對する希望』臺灣青年 第1巻 第1号、1920年